# Hamilton Valencia
Hamilton Valencia (Pereira, Risaralda, Colombia; 31 de enero de 1997) es un futbolista colombiano. Juega como centrocampista.

## Clubes
| Club              | País     | Año         | Part | Goles |
| ----------------- | -------- | ----------- | ---- | ----- |
| Deportivo Pereira | Colombia | 2014        | 4    | 0     |
| Atlético Huila    | Colombia | 2015 - 2018 | 29   | 3     |
| CF La Nucía B     | España   | 2019        |      |       |